# Dypsis paludosa
Dypsis paludosa är en enhjärtbladig växtart som beskrevs av John Dransfield. Dypsis paludosa ingår i släktet Dypsis och familjen Arecaceae. IUCN kategoriserar arten globalt som sårbar. Inga underarter finns listade i Catalogue of Life.